# Cavalera
A Cavalera é uma marca de roupas e acessórios brasileira fundada em 1995 pelo ex-deputado estadual pelo PSDB Alberto Hiar, o "Turco Loco", e o ex-baterista da banda Sepultura, Igor Cavalera em São Paulo.

## História
Hiar iniciou a carreira como comerciante de roupas no Brás, tradicional bairro lojista de São Paulo, e já era bastante conhecido entre a juventude paulistana por conta de sua ligação com a Vision Streetwear, marca popular de skatewear. Hiar e Cavalera fundaram a marca em 1995. Cavalera saiu da empresa, mas o nome da empresa foi mantido, assim como as influências musicais. A marca paulistana é uma das tradutoras do universo pop no Brasil. O lema que tem guiado esta trajetória é: humor com amor.

## A marca
As camisetas da marca são sempre com estampas bem humoradas. Uma das criações, por exemplo, foi uma camiseta com o logo "Disney War", que associava a invasão do Iraque à Disney World.
A Cavalera também celebrizou-se como criadouro de novos estilistas. Por sua equipe já passaram, o estilista paraense André Lima, com marca própria desfilando no São Paulo Fashion Week, e Thais Losso, que passou sete anos criando para a marca.
A criação já esteve a cargo de estilistas vindos da Cooperativa da Kombi, um irreverente grupo de artistas que usa uma Kombi como vitrine itinerante para mostrar seus trabalhos. É um time de jovens estilistas, cada um cuidando de um segmento: tricô, moda feminina adulta, jeanswear etc.
Outras coleções tiveram como criação: coleção masculina da Cavalera criada por Marco Amuse e Gustavo Machado (Chiaro); a coleção feminina, por Emilene Galende, J. Pig, Catarina Gushiken e Fabiano Grassi. A estamparia criativa, uma das características da marca, concebida pelo diretor de arte Ricardo Tatoo, com Francisca Albers e Cacá Di Guglielmo (TWD).Entre outros estão na criação Fabiano Grassi e Igor de Barros.
Depois de participar por seis edições do evento Casa de Criadores, na edição de Inverno 2001 do São Paulo Fashion Week a Cavalera foi convidada a desfilar pela primeira vez no Calendário Oficial da Moda.
A Cavalera produz cerca de 500 mil peças por ano. Tem 20 lojas próprias (Manaus, Salvador, Vitória, Belo Horizonte, Londrina, São Paulo, Rio de Janeiro, Porto Alegre, Alexânia) e 9 franquias, além de cerca de 800 pontos de vendas em multimarcas no Brasil. A empresa também exporta para a Argentina, Japão e Holanda.
Em 2004, a Cavalera lançou um jeans comemorativo de seus 10 anos inspirado no funk carioca e contratou a funkeira Tati Quebra-Barraco como garota-propaganda. A calça, com bolsos traseiros em forma de coração, foi criado por Catarina Gushiken e Fábia Bercsek.
Em 2013, a Cavalera o diretor criativo da Cavalera, Alberto Hiar, abriu a Cavalera Acessórios em São Paulo. A loja reune acessórios femininos e masculinos da marca. No mesmo ano a marca abriu na loja da Oscar Freire em São Paulo uma barbearia.

## Símbolo

Bandeira da Albânia.

O símbolo da marca é uma águia bicéfala negra, uma referência ao brasão da Albânia.